# Burzaco
Burzaco är ett område i Almirante Brown, en förort till Buenos Aires i Argentina. Den ligger i provinsen Buenos Aires, i den centrala delen av landet, 24 km söder om Buenos Aires. Folkmängden uppgår till cirka 90 000 invånare.

## Geografi
Burzaco ligger 29 meter över havet. Terrängen runt Burzaco är mycket platt. Runt Burzaco är det mycket tätbefolkat, med 4 343 invånare per kvadratkilometer..